# Diego López Rodríguez
Diego López Rodríguez (Paradela, Lugo, 3 de novembre de 1981) és un exfutolista gallec, que jugava com a porter. Va ser internacional amb Galícia i amb la selecció espanyola.

## Carrera esportiva
Va començar a jugar a 13 anys a les categories inferiors del Club Deportivo Lugo, on hi va jugar des del 1994 fins a l'any 2000, quan va fitxar pel Reial Madrid, per jugar al segon equip filial, el Reial Madrid C.
La temporada següent va ser cedit al Agrupación Deportiva Alcorcón de Segona Divisió B. Durant la temporada 2003-04 va començar a jugar amb el primer filial blanc. La temporada següent, jugant 32 partits amb la samarreta blanca, va aconseguir l'ascens a la Segona Divisió, fet que el va consolidar com segon porter de l'entitat madridista, al primer equip, i darrere d'Iker Casillas. Va debutar a la Primera Divisió el 30 d'abril del 2006 al camp de l'Osasuna, guanyant per 1 gol a 0.
La temporada 2007, el porter fou fitxat pel Vila-real CF que pagà uns set milions d'euros. Va començar com a suplent de Sebastián Viera, però les seves grans actuacions li van permetre assolir la titularitat i renovar fins al 30 de juny del 2014 amb el submarí groguet.
Amb el descens del Vila-real CF a la segona divisió es va fer oficial el seu traspàs al Sevilla FC. El jugador firmà un contracte de cinc anys, i l'equip andalús pagà una xifra pròxima als 3 milions de €.
El 25 de gener de 2013 fitxà pel Reial Madrid CF per una quantitat de 4 milions d'euros, per tal de substituir la baixa d'Iker Casillas després que aquest darrer es fracturés una mà el 23 de gener d'aquest mateix any, en un partit contra el València CF pels quarts de final de la Copa del Rei.
El 9 d'agost de 2014 va anunciar-se que deixava el Reial Madrid per fitxar per l'AC Milan, poc després que el club blanc fitxés Keylor Navas.
El 30 d'agost de 2016 va anar cedit al RCD Espanyol, fins al juny del 2017, coincidint amb la sortida de Pau López cedit Tottenham Hotspur FC de la Premier League, i l'11 de desembre de 2016 va batre el rècord d'imbatibilitat de Carlos Idriss Kameni establert en la temporada 2008-2009.
El traspàs de López es va fer permanent el 23 de maig de 2017, quan va signar contracte per tres anys, amb una clàusula de rescissió de 50 milions d'euros. Va perdre la titularitat en favor de Pau López, sota l'entrenador Quique Sánchez Flores, però després del traspàs de Pau al Reial Betis la va recuperar, i fou l'únic jugador en disputar els 38 partits de la temporada 2018–19.
L'agost de 2020, després del descens de l'Espanyol, un López de gairebé 39 anys va renovar contracte per una altra temporada. Aquell any, va registrar les millors estadístiques en la seva posició a segona, (trofeu Zamora) amb 25 gols concedits en 40 partits, i els pericos varen guanyar el campionat. El 9 de juny de 2022, després de sis anys al club, l'Espanyol va fer oficial que no renovaria el jugador per a la temporada següent.
Després de desvincular-se de l'Espanyol, López va signar contracte amb el Rayo Vallecano el 2 de juliol de 2022, com a agent lliure.

### Selecció espanyola
El dia 20 de març de 2009, Vicente del Bosque el convocà per primera vegada a la selecció espanyola de futbol, sent seleccionat també per disputar la Copa Confederacions a Sud-àfrica com a tercer porter, sense arribar a debutar.
Va debutar amb la selecció el 12 d'agost de 2009 a un amistós davant Macedònia.